# Vanessa altissima
Espèce
Synonymes
- Pyrameis huntera altissima Rosenberg & Talbot, 1914[1]

Vanessa altissima est une espèce de lépidoptères (papillons) de la famille des Nymphalidae, de la sous-famille des Nymphalinae, de la tribu des Nymphalini et du genre Vanessa.

## Systématique
L'espèce Vanessa altissima a été décrite initialement en 1914 par William Rosenberg (d) et George Talbot (d) sous le protonyme de Pyrameis huntera altissima.

## Noms vernaculaires
Vanessa altissima se nomme Andean Painted Lady ou Andean Lady en anglais.

## Description
Vanessa altissima est un moyen à grand papillon, plus petit que les autres espèces de ce genre, et qui présente un dessus de couleur marron et une partie basale rose orangé avec des antérieures ornées de petites taches blanches à l'apex alors que les postérieures ont une bordure orange ponctuée d'ocelles noirs.
Le revers des antérieures est taché de rose dans l'aire basale et le long du bord externe, l'apex est taché de blanc et de vert mousse comme les ailes postérieures marquées de deux gros ocelles blancs cernés de noir pupillés de bleu, l'un à l'angle anal, l'autre proche de l'apex.

## Biologie

### Plantes hôtes
Les plantes-hôtes des chenilles de Vanessa sont diverses.

## Écologie et distribution
Vanessa altissima est présente en Amérique du Sud, sur la côte Pacifique, en Équateur, en Bolivie et au Pérou,.

### Biotope
Elle n'habite qu'en haute altitude entre 2 000 et 2 300 mètres.

### Protection
Pas de statut de protection particulier.